# Mycetophila yamanasi
Mycetophila yamanasi är en tvåvingeart som beskrevs av Duret 1986. Mycetophila yamanasi ingår i släktet Mycetophila och familjen svampmyggor. Inga underarter finns listade i Catalogue of Life.